# Harpalus seclusus
Harpalus seclusus är en skalbaggsart som beskrevs av Thomas Casey. Harpalus seclusus ingår i släktet Harpalus och familjen jordlöpare. Inga underarter finns listade i Catalogue of Life.